# SESAM (Baden-Württemberg)
SESAM (Server für schulische Arbeit mit Medien) ist die Online-Mediendistributionsplattform des Landes Baden-Württemberg. Betrieben wird die SESAM-Mediathek durch das Landesmedienzentrum Baden-Württemberg. 
Über die SESAM-Mediathek können Lehrkräfte Medien und Materialien zur Vorbereitung von oder zum Einsatz im Unterricht recherchieren und nutzen. Das Angebot umfasst digitale Unterrichtsmaterialien und interaktive Lernportale, die laufend aktualisiert und ergänzt werden. Dazu zählen z. B. Filme, Medien- und Materialsammlungen, Arbeitsblätter, Bilder, interaktive Materialien und Unterrichtsmodule. Alle Medien werden lizenz- und urheberrechtlich sowie auf ihre Nutzung im Unterricht hin geprüft. Besonders geeignete Medien werden zusätzlich mit einem blauen Daumen ausgezeichnet und gemeinsam mit didaktischen Hinweisen bezüglich der baden-württembergischen Bildungspläne veröffentlicht. Lehrkräfte in Baden-Württemberg an allgemein- und berufsbildenden Schulen in öffentlicher und freier Trägerschaft können die SESAM-Mediathek vollumfänglich nutzen, nachdem sie sich registriert und einen Beschäftigungsnachweis erbracht haben. Auch ohne Registrierung steht Nutzerinnen und Nutzern eine Auswahl an lizenzfreien Materialien zur Verfügung. 